# Thenelles
 Thenelles  es una población y comuna francesa, en la región de Picardía, departamento de Aisne, en el distrito de Saint-Quentin y cantón de Ribemont.

## Demografía
| 831 | 868 | 787 | 675 | 623 | 570 |
| Para los censos de 1962 a 1999 la población legal corresponde a la población sin duplicidades (Fuente: INSEE [Consultar]) |     |     |     |     |     |